# 우치노우라 우주공간 관측소

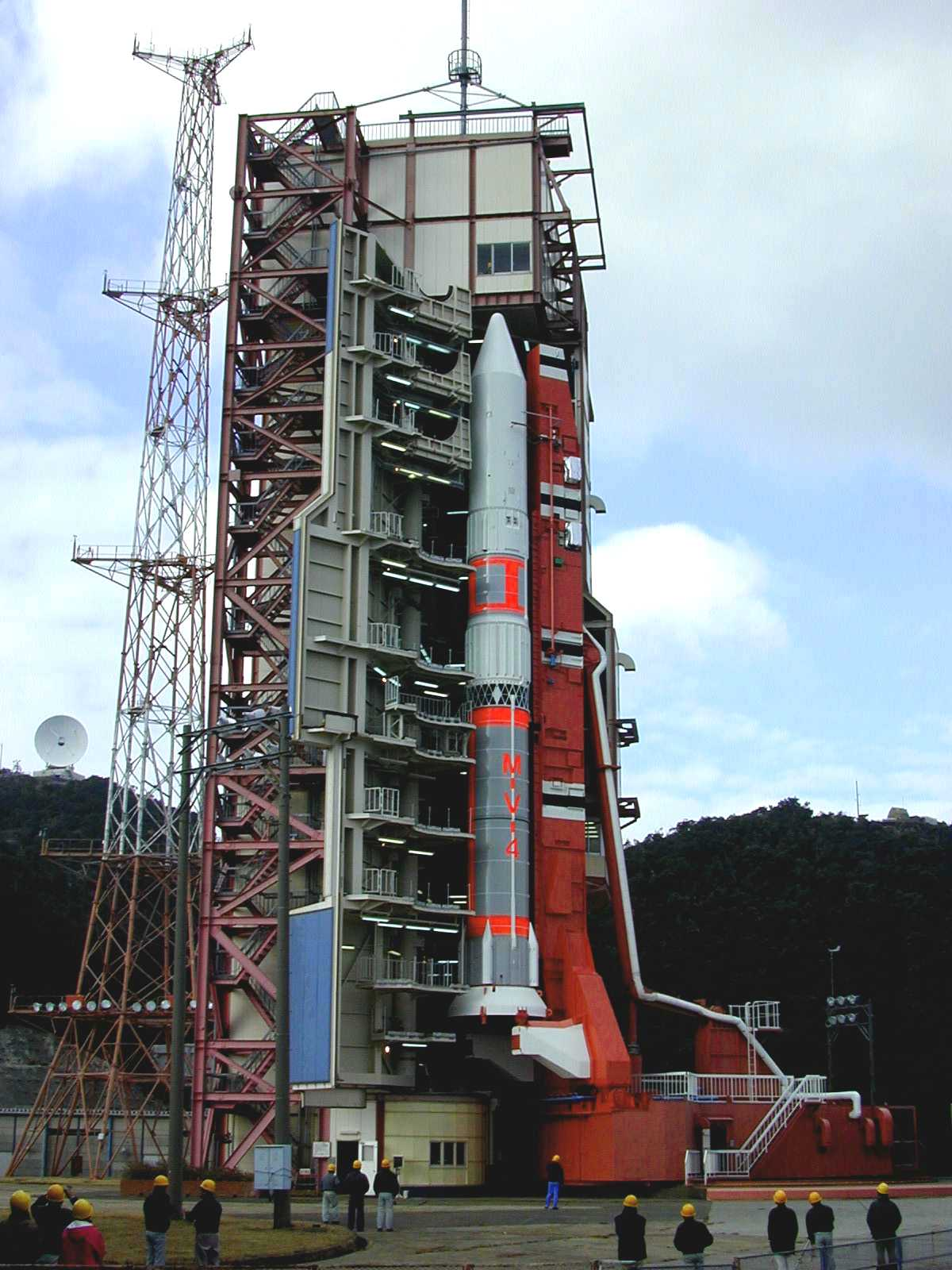
2000년 2월 우치노우라 우주 센터의 M-V 로켓의 모습

우치노우라 우주공간 관측소(일본어: 内之浦宇宙空間観測所, 영어: Uchinoura Space Center, USC)는 일본의 우주 센터이다. 2003년 JAXA가 설립되기 전에는 가고시마 우주공간 관측소라고 불렸다. 1962년 2월 설립되었다.